# 무성 연구개 파열음
무성 연구개 파열음(無聲軟口蓋破裂音)은 자음의 하나로 연구개에서 조음되는 무성 파열음이다.

## 특징
- 조음 방법은 조음기관 내의 공기의 흐름을 차단하여 만드는 파열음이다.
- 혓바닥과 연구개로 조음하는 연구개음이다.
- 조음할 때 성대가 울리지 않는 무성음이다.
- 입을 통하여 공기가 빠져나가는 구강음이다.
- 기류가 혀 옆이 아니라 중앙으로 빠져나가는 중설음이다.
- 발성 방법은 인후나 입이 아니라 폐로부터 발성기관으로 공기가 빠져나가는 폐장기류음이다.

## 발음의 예
- 한국어: 첫음절 첫소리의 ㄱ, 무성음 받침(ㄱ, ㄷ, ㅂ)뒤에 오는 ㄱ, 첫소리에서 /i, j, ɯ/ 앞에 오지 않는 ㅋ, 모든 ㄲ이 이 소리가 난다. 첫소리 ㅋ은 유기음이다.
- 영어: kiss의 k에서 이 소리가 난다. /e, i, y, ae, oe, n, t/ 앞이 아닌 c, /e, i, y/ 앞이 아닌 cc에서도 이 소리가 난다. 묵음(예: knight)과 예외 발음(예: breccia)은 여기에 들어가지 않는다.
- 스웨덴어: k 뒤에 /e, i, y, ä, ö/가 오지 않을 때 이 소리가 난다. (단 합창단이라는 뜻의 kör은 제외)
- 현대 그리스어: κ (k) 뒤에 /ε·αι(e), ι·η·υ·ει·οι·υι(i)/[1]가 오지 않을 때 이 소리가 난다.
- 덴마크어: 첫소리의 g에서 이 소리가 난다.
- 노르웨이어: k 뒤에 /i, y/가 오지 않을 때 이 소리가 난다.
- 표준 중국어, 광둥어, 하카어, 푸셴어, 간어의 창두 방언: 병음 g와 k에서 이 소리가 난다. 첫소리의 k는 유기음이다.
- 차오저우어: 백화자의 k와 kh, 펭임식 로마자 표기의 g와 k에서 이 소리가 난다. 첫소리에서 백화자의 kh와 펭임식 로마자 표기의 k는 유기음이다.
- 취안장어: 병음 k와 kh에서 이 소리가 난다. 첫소리의 kh는 유기음이다.
- 일본어: か행의 첫소리에서 이 소리가 난다.
- 태국어: ก, ข, ฃ, ค, ฅ, ฆ의 첫소리에서 이 소리가 난다. ข, ฃ, ค, ฅ, ฆ의 첫소리는 유기음이다.
- 세르보크로아트어: 키릴 문자 표기의 к, 라틴 문자 표기의 k에서 이 소리가 난다.
- 러시아어, 우크라이나어, 불가리아어, 추바시어: К에서 이 소리가 난다.
- 라코타어: k, kh, kȟ에서 이 소리가 난다. kh와 kȟ는 유기음이다.
- 슬로바키아어, 슬로베니아어, 폴란드어, 헝가리어, 바스크어, 핀란드어, 하우사어, 말레이어, 네덜란드어, 독일어: k에서 이 소리가 난다.
- 페로어: k 뒤에 /e, i, j/가 오지 않을 때 이 소리가 난다.
- 페르시아어: ک가 이 소리가 난다.
- 신드어: ک‎와 ڪ‎에서 이 소리가 난다. ک‎는 유기음이다.
- 아랍어: ك에서 이 소리가 난다.
- 현대 히브리어: כּ에서 이 소리가 난다.
- 오리야어: କ, ଖ의 첫소리에서 이 소리가 난다. ଖ의 첫소리는 유기음이다.
- 튀르키예어: k 뒤에 /e, i, ö, ü/가 오지 않을 때 이 소리가 난다.
- 베트남어: c, k, q에서 이 소리가 난다.
- 나와틀어: /e, i/ 앞의 qu와 /a, o/ 앞의 c에서 이 소리가 난다.
- 좡어: g, gy, gv에서 이 소리가 난다, gy는 구개음화, gv는 순음화 자음이다.
- 프랑스어: c 뒤에 /e, i, y/가 오지 않을 때 이 소리가 난다.
- 스페인어, 이탈리아어, 카탈루냐어, 포르투갈어, 루마니아어: c 뒤에 /e, i/가 오지 않을 때 이 소리가 난다.
- 웨일스어, 고전 라틴어: c에서 이 소리가 난다.
- 롬어: 범(凡) 블라흐 라틴 문자 표기의 k와 kh에서 이 소리가 난다. kh는 유기음이다.
- 총가어: k, kh, kw, khw에서 이 소리가 난다. kh는 유기음, kw는 순음화, khw는 순음화 유기음이다.
- 서부 크리어: 크리 음절 문자 표기의 ᑫ, ᑭ, ᑯ, ᑲ, ᑮ, ᑰ, ᑳ의 첫소리와	ᐠ, 라틴 문자 표기의 k에서 이 소리가 난다.